# Dichochaete ceratophora
Dichochaete ceratophora är en svampart som först beskrevs av D.J. Job, och fick sitt nu gällande namn av Parmasto 2001. Dichochaete ceratophora ingår i släktet Dichochaete och familjen Hymenochaetaceae.   Inga underarter finns listade i Catalogue of Life.